# Gunung Singgah Mata (berg i Indonesien, lat 4,83, long 96,97)
Gunung Singgah Mata är ett berg i Indonesien.   Det ligger i provinsen Aceh, i den västra delen av landet, 1 600 km nordväst om huvudstaden Jakarta. Toppen på Gunung Singgah Mata är 1 635 meter över havet, eller 113 meter över den omgivande terrängen. Bredden vid basen är 1,3 km. Gunung Singgah Mata ingår i Pegunungan Pase.
Terrängen runt Gunung Singgah Mata är kuperad åt sydväst, men åt nordost är den bergig. Trakten runt Gunung Singgah Mata är nära nog obefolkad, med mindre än två invånare per kvadratkilometer. I omgivningarna runt Gunung Singgah Mata växer i huvudsak städsegrön lövskog.